# Список керівників держав 104 року
Список керівників держав 104 року — перелік правителів країн світу 104 року
Список керівників держав 103 року — 104 рік — Список керівників держав 105 року — Список керівників держав за роками

## Європа
- Боспорська держава — цар Савромат I (90-123)
- Дакія — цар Децебал (87-106)
- Ірландія — верховний король Туатал Техтмар (76-106)
- Римська імперія
  - імператор Траян (98-116)
    - консул Секст Аттій Субуран Еміліан (104)
    - консул Марк Азіній Марцелл (104)
      - Нарбонська Галлія — Авл Ларцій Пріск (103—109)

## Азія
- Близький Схід
  - Бану Джурам (Мекка) — шейх Абд аль-Масих (76-106)
  - Велика Вірменія — цар Санатрук I (88-110)
  - Набатейське царство — цар Раббель II Сотер (70-106)
  - Хим'яр — цар  Раббшамс Німран (100–110)
  - Осроена — цар Санатрук I Вірменський (91-109)
- Диньяваді — Вісу Яза (90-111)
- Іберійське царство — цар Картам (75-106)
- Індія
  - Кушанська імперія — Віма Такто (80-105)
  - Царство Сатаваханів — магараджа Шивасваті Сатавахана (84-112)
- Китай
  - Династія Хань — імператор Лю Чжао (Хе-Ді) (88-106)
  - вождь племінного союзу південних сяньбі Улунь (93-120)
- Корея
  - племінний союз Кая — Суро
  - Когурьо — тхеван (король) Тхеджохо (53-146)
  - Пекче — король Кіру (77-128)
  - Сілла — ісагим (король) Пхаса (80-112)
- Персія
  - Парфія — шах Пакор II (78-105)
- Сипау (Онг Паун) — Сау Кам Монг (72-110)
- плем'я Хунну — шаньюй (вождь) Тань (98-124)
- Японія — тенно (імператор) Кейко (71-130)
  - Римська Сирія — Гай Анцій Авл Юлій Квадрат (100—104)
  - Римська Юдея — Гай Юлій Квадрат Басс (102-104)

## Африка
- Царство Куш — цар Аманіхаліка (103-108)
  - Римська Африка — Луцій Корнелій Пузіон Анній Мессала (103—104)